# Steirischer Heimatschutz

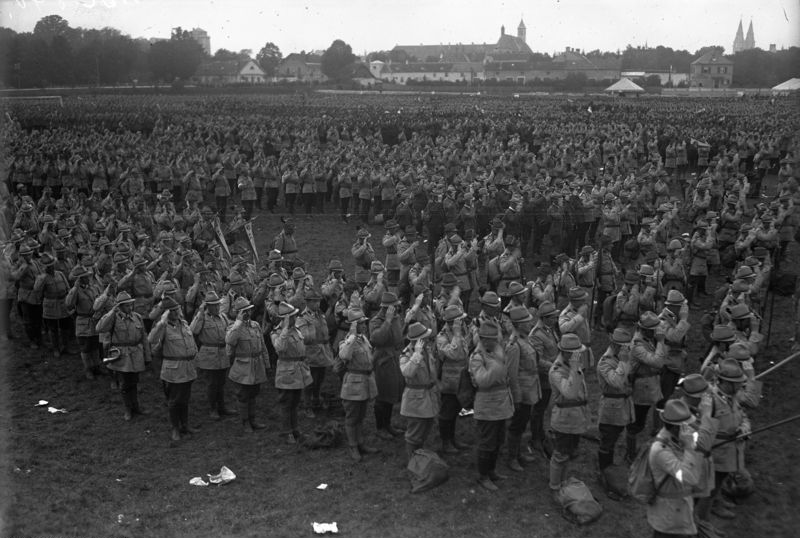
Versammlung der Formationen der Heimwehr auf der Neuklosterwiese beim Aufmarsch der Heimwehr und des Schutzbundes in Wiener Neustadt am 7. Oktober 1928

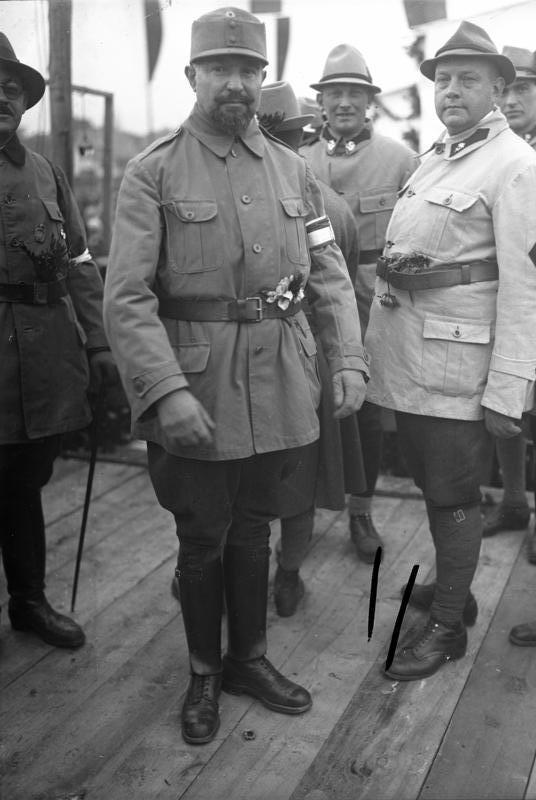
Landesführer Walter Pfrimer (rechts) in Heimwehruniform neben dem Bundesführer vom Österreichischen Heimatschutz Richard Steidle (links) auf der Heimwehr-Tribüne auf der Neuklosterwiese am 7. Oktober 1928

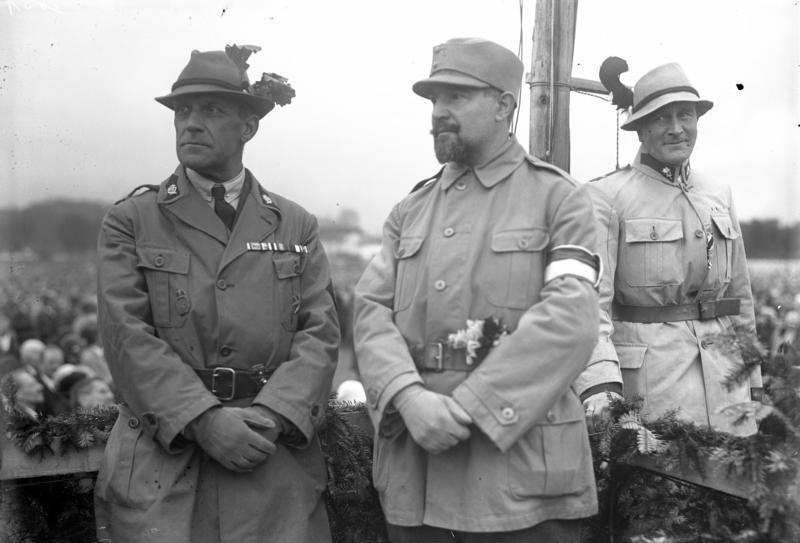
Der Bundesführer der österreichischen Heimwehr Richard Steidle (Mitte), der stellvertretende steirische Führer Reinhart Bachofen von Echt (links) und der steirische Kreisführer Hans von Pranckh (rechts hinten), Foto auf der Heimwehr-Tribüne auf der Neuklosterwiese am 7. Oktober 1928

Der Steirische Heimatschutz (offiziell Heimatschutzverband Steiermark, ab 9. Januar 1933 Deutschösterreichischer Heimatschutz) war eine paramilitärische Organisation im Österreich der Zwischenkriegszeit und als solche ein Teil der Heimwehr. Unter der Führung von Walter Pfrimer und später von Konstantin Kammerhofer war der Heimatschutz das zahlenmäßig größte und bedeutendste Segment der österreichischen Heimwehrbewegung. Der Heimatschutz vertrat von Anfang an eine radikale deutschnationale und bald auch antisemitische Linie, wandte sich gegen Parlamentarismus und Demokratie, versuchte 1931 einen gewaltsamen Umsturz und näherte sich schließlich immer stärker der NSDAP an, mit der er eine Kampfgemeinschaft abschloss. 1933 kam es zur Spaltung in einen regierungstreuen und einen revolutionären Flügel; letzterer wurde noch im selben Jahr verboten und ging ein Jahr später endgültig in der nationalsozialistischen Partei auf.

## Entstehung und Entwicklung
Der Heimatschutz entstand aus verschiedenen Selbstschutzverbänden, die sich 1918/19 zum Widerstand gegen die Abtrennung der Untersteiermark und zur Abwehr einer möglichen sozialistischen Revolution gebildet hatten. Es bestanden zunächst das vom Arzt Willibald Brodmann gegründete Untersteirische Bauernkommando in Straden, die Heimwehr Mittel- und Weststeier sowie der Heimatschutz im Ennstal und der Deutsche Volksrat in Judenburg, der vom dortigen Rechtsanwalt Walter Pfrimer geführt wurde. Die mittelsteirischen Heimwehren in Graz und Umgebung vereinigten sich im August 1920 unter maßgeblicher Mitwirkung des christlichsozialen Landeshauptmannes Anton Rintelen und nahmen Kontakt zu ähnlichen Verbänden in Westösterreich sowie zur bayerischen Organisation Kanzler auf. Im Sommer 1921 kam es unter Druck der bürgerlichen Parteien zu einer vorübergehenden Einigung aller steirischen Selbstschutzverbände, diese gesamt-steirische Heimwehr zerbrach jedoch bald wieder. Im April 1922 vereinigten sich die völkisch orientierten Organisationen zu einem einheitlichen Verband, der zunächst den Namen Selbstschutzverband Steiermark trug. Im Herbst des nächsten Jahres wurde Pfrimer zu dessen Landesleiter gewählt. Eine weitere Stärkung erfuhr die Bewegung, als sich die Kampfgruppen der Grazer und Leobener Studenten anschlossen. Ihr Führer, Hanns Albin Rauter, wurde Stabsleiter des Heimatschutzes.
Schon im Mai 1927 kam es in Freilassing zu einem ersten Zusammentreffen der Heimatschutzführer Pfrimer, Rauter und August Edler von Meyszner mit Adolf Hitler, bei der eine weitgehende ideologische Übereinstimmung des Heimatschutzes mit der NSDAP festgestellt wurde. Im Zuge der Unruhen nach dem Justizpalastbrand mobilisierte der Republikanische Schutzbund seine Einheiten in der Steiermark: In Graz wurden Straßensperren errichtet und die Telefonleitungen nach Wien gekappt; in Bruck an der Mur wurde von einem „Arbeiter-Exekutivausschuss“ unter Koloman Wallisch der Ausnahmezustand ausgerufen, Landeshauptmann Hans Paul flüchtete mit seiner Regierung nach Feldbach. Pfrimer konnte jedoch durch die Androhung von Gewalt den Schutzbund zum Rückzug bewegen. Ab diesem Zeitpunkt galt Pfrimer als „starker Mann“ der Steiermark; die Passivität des Bundesheeres bei diesem Anlass führte in bürgerlichen und bäuerlichen Kreisen dazu, Pfrimers Heimatschutz als einzig wirkungsvolle Ordnungsmacht im Land zu betrachten. Zwischen Oktober und Dezember 1927 schlossen sich auch eine kleinere, christlichsozial orientierte Gruppe namens „Steirische Heimwehr“, die von Jakob Ahrer gegründet worden war, sowie andere Splittergruppen dem Heimatschutz an.
Die Organisation erlebte einen starken Aufschwung und Mitgliederzuwachs und wurde in der Folge auch von der Alpine Montangesellschaft in organisatorischer und finanzieller Hinsicht massiv unterstützt. Der Steirische Heimatschutz hatte an seinem Höhepunkt im Sommer 1929 etwa 54.000 Angehörige, davon 25.000 unterstützende Mitglieder. In der Obersteiermark bemühte man sich mit einigem Erfolg um die Gewinnung von Anhängern aus der Arbeiterschaft, unter anderem wurde unter Führung des Metallarbeiters Josef Lengauer und des Alpine-Ingenieurs Josef Oberegger 1928 die Unabhängige Gewerkschaft gegründet, um den sozialdemokratischen und christlichsozialen Organisationen eine Heimatschutz-Arbeitervertretung entgegenzusetzen. Die Unabhängige Gewerkschaft erwies sich – gemäß ihrer Grundausrichtung als wirtschaftsfriedlicher Arbeiterverein – als sehr kooperativ gegenüber den Arbeitgebern, sie wurde daher auch von verschiedenen Unternehmern gefördert und hatte 1929 nach eigenen Angaben in der Steiermark 20.000 Mitglieder.

## Verhältnis zum Bundesverband
Im Oktober 1927 schlossen sich die Heimwehrverbände in Österreich zum Bund österreichischer Selbstschutzverbände zusammen und wählten den Tiroler Richard Steidle zum Bundesführer, Pfrimer wurde dessen Stellvertreter. Am 2. September 1930 wurde Ernst Rüdiger Starhemberg zum neuen Bundesführer gewählt; in der Folge kam es immer stärker zu Unstimmigkeiten über Fragen der Ideologie und politischen Strategie: während Starhemberg für eine eigene Heimwehrliste bei der Nationalratswahl 1930 eintrat, lehnte der Steirische Heimatschutz dies ab. Pfrimer war grundsätzlich gegen ein Antreten zur Wahl, sein Stabschef Rauter hingegen verfolgte die Idee eines Wahlbündnisses mit den Nationalsozialisten. Zur Diskussion einer solchen Zusammenarbeit traf Rauter Anfang Oktober 1930 mit dem Organisationsleiter der NSDAP, Gregor Strasser, zusammen. Schließlich trat die Liste Heimatblock getrennt von Christlichsozialen und Nationalsozialisten an. Bei der Wahl erreichte die Liste nur 6,25 Prozent der Stimmen, in Teilen der Steiermark jedoch deutlich mehr: Im Wahlkreis Obersteiermark erzielte man 16,9 Prozent und war in den politischen Bezirken Bruck an der Mur, Mürzzuschlag, Leoben und Judenburg die zweitstärkste Kraft. In diesem Wahlkreis gewann der Heimatblock auch sein österreichweit einziges Grundmandat. Es gingen zwei von acht Mandaten des Heimatblocks an steirische Vertreter, in Summe waren die Ergebnisse für die angebliche Volksbewegung jedoch enttäuschend. Bei den zeitgleich stattfindenden Landtagswahlen in der Steiermark war der Heimatblock wesentlich erfolgreicher und erreichte 12,5 Prozent (6 Mandate). August Meyszner wurde zum Landesrat gewählt.
Auch die deutschnationale Ausrichtung des Heimatschutzes und die Gegnerschaft zum Parteiensystem insgesamt trennten die Organisation immer mehr vom Bundesverband, der inhaltlich stärker den Christlichsozialen zuneigte. Der innere Zusammenhalt der Bewegung wurde immer schwächer, schließlich trat Starhemberg von seinem Amt zurück und überließ am 2. Mai 1931 Pfrimer die Führung der österreichischen Heimwehren.

## Aufbau und Organisation
Wie der Republikanische Schutzbund war auch der Steirische Heimatschutz in eine politische und eine militärische Abteilung gegliedert. Die politische Gliederung des Heimatschutzes war weitgehend der Landespolitik nachempfunden, der Landesleiter entsprach dem Landeshauptmann, danach kamen Kreisleiter (entsprechend Bezirkshauptmännern), sowie Gau- und Ortsgruppenleiter. Im militärischen Bereich war die Rangfolge ähnlich, jedoch wurden die Funktionsbezeichnungen mit dem jeweiligen Titel Führer bezeichnet (also Landesführer, Kreisführer etc.) Neben der Unabhängigen Gewerkschaft wurden noch weitere Vorfeldorganisationen gegründet, wie etwa die Frauenhilfsgruppen (ab 1929), das Weiß-grüne Jungvolk und die Heimatschutz-Hochschulgruppen, die beide 1932 organisiert wurden. Ab 1. Mai 1930 erschien das Wochenblatt „Der Panther - Steirische Heimatschutzzeitung“, das eine Auflage von bis zu 18.000 Stück erreichte. Der Steirische Heimatschutz fand aufgrund seiner radikalen Agitation und organisatorisch und finanziell überlegenen Position auch außerhalb der Landesgrenzen Unterstützer, so gab es auch „steirisch“ gesinnte Heimwehr-Ortsgruppen in Niederösterreich, Wien und im Burgenland. Als Symbol verwendete der Steirische Heimatschutz in der Anfangszeit die Farben Schwarz-Weiß-Rot sowie das Hakenkreuz. Später wurde das Landeswappen, der steirische Panther, ergänzt um einen Stahlhelm, zum offiziellen Abzeichen. In der Phase der Kampfgemeinschaft mit der NSDAP wurde das Hakenkreuz wieder eingeführt.

## Ideologische Ausrichtung
Zunächst verstand sich der Heimatschutz als rein defensive Organisation, welche die bestehende Ordnung gegen revolutionäre Bewegungen von links (u. a. den Austromarxismus) verteidigen, ansonsten aber überparteilich organisiert sein sollte. Hinzu kamen verschiedene völkische Vorstellungen, die insbesondere aus dem Umkreis des Schulvereines Südmark stammten. Ab dem Jahr 1928 stand Pfrimer in Kontakt mit dem Sozialphilosophen Othmar Spann, dessen Denken der Steirische Heimatschutz bald weitgehend übernahm. Spann und seine Schüler, vor allem Walter Heinrich und Hans Riehl, hielten Vorträge und publizierten im Grazer Heimatschutz-Verlag. Im Zentrum von Spanns Gesellschaftskonzept standen die Gegnerschaft zu Marxismus, Liberalismus und Demokratie sowie das Bekenntnis zu einem ständischen Staatsaufbau und einer korporatistischen Wirtschaft. Der Korneuburger Eid der Heimwehren wurde hauptsächlich von Walter Heinrich formuliert. Im Sommer 1931 initiierte der Steirische Heimatschutz ein Volksbegehren gegen die Rettung der Creditanstalt mit Steuergeldern, das von 620.000 Menschen unterschrieben wurde. Die „zwölf Grundsätze des Steirischen Heimatschutzes“ vom Juni 1932 betonen darüber hinaus die revolutionäre, völkische und wehrhafte Grundhaltung des Verbandes und enthalten deutlicher als bis dahin rassistische und antisemitische Inhalte.
Das Verhältnis zwischen Idee und Praxis blieb – wie bei vielen rechtsextremen Organisationen jener Zeit – ungeklärt. Welche Ideen Spanns der Steirische Heimatschutz übernahm und welche nicht, wurde vor allem von praktischen Überlegungen (etwa Rücksicht auf die Unterstützung durch die Industrie) bestimmt.

## Pfrimer-Putsch 1931
Der fortschreitende Zerfall der Heimwehrbewegung in Österreich, die Zuspitzung der wirtschaftlichen Lage (Zusammenbruch der Creditanstalt im Mai 1931) und das Scheitern einer Zollunion zwischen Österreich und dem Deutschen Reich veranlassten Pfrimer zum Putsch, den er nach dem Muster von Mussolinis Marsch auf Rom am 12. und 13. September 1931 versuchte. Obwohl der Steirische Heimatschutz über 14.000 Mann mobilisierte und vor allem in der Obersteiermark beachtliche Anfangserfolge erzielen konnte, brach der Putsch zusammen, als offenbar wurde, dass weder vonseiten anderer Heimwehrverbände, der Bevölkerung noch des Bundesheeres Unterstützung zu erwarten war. Der Putsch löste sich mehr oder minder von selbst auf, Pfrimer und seine Mitverschwörer konnten ins Ausland fliehen, kehrten dann nach Österreich zurück. Sie wurden in Graz vor Gericht gestellt, der Prozess von 14. bis 18. Dezember 1931 endete mit einem einstimmigen Freispruch, was nicht zuletzt auf die Unterstützung der acht Angeklagten durch Landeshauptmann Anton Rintelen zurückzuführen ist, der auch als Zeuge aussagte. Schon vor dem Prozess war Pfrimer zum Ehrenlandesleiter ernannt worden, die Führung übernahmen zunächst Sepp Hainzl und Meyszner, die als gewählte Mandatare vor Verhaftung sicher waren.

## Kooperation mit der NSDAP
Bereits kurz nach dem Putsch im Herbst 1931 bestand eine erste „Kampfgemeinschaft“ von Heimatschutz und österreichischer NSDAP; sie wurde jedoch Ende 1931 wieder aufgelöst. Am 8. Mai 1932 legte Walter Pfrimer alle Funktionen und seine Mitgliedschaft im Heimatschutz nieder, gründete seinen eigenen Deutschen Heimatschutz, in dessen Namen er wenig später der SA beitrat. Zum neuen Landesleiter wurde Konstantin Kammerhofer gewählt, der sich endgültig vom Bundesverband lossagte und versuchte, einen stärker antisemitischen und nationalrevolutionären Kurs einzuschlagen, um Mitgliederverluste hin zur NSDAP bzw. SA möglichst gering zu halten. Am 27. Mai veröffentlichte der Steirische Heimatschutz ein 12-Punkte-Programm, welches bereits einen deutlich nationalsozialistischen Charakter hatte. Die parlamentarische Diskussion um die Völkerbund-Anleihe von Lausanne führte im August 1932 zum endgültigen Auseinanderbrechen des Heimatblocks als politischer Kraft; die beiden steirischen Abgeordneten und ein Mandatar aus Kärnten wandten sich gegen die Regierungsvorlage, die von den anderen Abgeordneten unterstützt wurde.
Eingekeilt zwischen Pfrimers NS-freundlichem Kurs und der österreichisch-ständestaatlichen Ideologie Starhembergs verlor der Heimatschutz zusehends an Bedeutung. Auch die steirischen Industriellen, die inzwischen zur Unterstützung der NSDAP übergegangen waren, drängten auf eine Verständigung der beiden ideologisch ähnlichen Gruppierungen. Am 22. April 1933 schloss Kammerhofer mit der NS-Führung ein Übereinkommen zur Erneuerung der Kampfgemeinschaft. Der Heimatschutz bekannte sich

„unter Wahrung der vollen organisatorischen Selbständigkeit [...] zu Adolf Hitler, dem Führer der deutschen Nation [...] Ein Unterstellungsverhältnis von Heimatschutzführung unter die Leitung der Nationalsozialistischen Arbeiterpartei oder umgekehrt besteht nicht, wohl aber besteht im Hinblick auf das gemeinsame Ziel die Pflicht zu enger, reibungsloser Zusammenarbeit.“

Am 19. Juni 1933 wurden NSDAP und Heimatschutz auf Betreiben von Sicherheitsminister Emil Fey offiziell verboten, die Mandate des Heimatschutzes auf allen Ebenen – insgesamt über 1200 – wurden aberkannt. Am 23. November 1933 wurde in Venedig ein weiteres formelles Abkommen zur Zusammenarbeit geschlossen. Mit dem Münchner Abkommen vom 2. März 1934 schloss sich der Steirische Heimatschutz endgültig den Nationalsozialisten an; zu Ostern desselben Jahres wurde dies auf einer Konferenz in Budapest offiziell vollzogen. Ehemalige Heimatschutz-Funktionäre aller Rangstufen spielten anschließend auch in der illegalen NSDAP eine wesentliche Rolle, so auch beim Juliputsch gegen die Regierung Dollfuß. Zum Beispiel führte Konstantin Kammerhofer seit Ende 1933 die SA-Brigade „Obersteiermark“, und August Edler von Meyszner jene Brigade, welche die restlichen steirischen Bezirke umfasste. Rauter war als Mitglied der NS-Landesleitung für Österreich in München in enger Abstimmung mit Theo Habicht an der Vorbereitung der Aufstandsbewegung beteiligt. Zudem kam es während des Juliputsches zu umfassenden Streiks in den Betrieben der Alpine Montangesellschaft in Donawitz. Die Putschplanung in der Steiermark wurde mit nur geringen Anpassungen direkt vom Pfrimer-Putsch aus dem Jahr 1931 übernommen.
Über die genaue Auslegung der verschiedenen Absprachen, insbesondere des Venediger Abkommens, entbrannte innerhalb der NSDAP ein heftiger Streit, der mit Unterbrechungen bis 1942 andauerte. Strittig war vor allem die Frage, ob die Zeit der Mitgliedschaft im Steirischen Heimatschutz auf die Parteimitgliedschaft anzurechnen sei – dies hätte aus vielen ehemaligen Heimatschutz-Aktivisten „Alte Kämpfer“ gemacht, samt allen daraus entstehenden Vorteilen und Privilegien. Schließlich entschied der Reichsschatzmeister Franz Xaver Schwarz, den entsprechenden Punkt des Venediger Abkommens zu ignorieren: Die Parteimitgliedschaft wurde ausschließlich ab dem Zeitpunkt der Auflösung des Heimatschutzes angerechnet.
Eine Minderheit unter der Führung von Egon Berger-Waldenegg verließ im März 1933 den Steirischen Heimatschutz und gründete den „Österreichischen Heimatschutz in der Steiermark“, der sich politisch zu Starhemberg und Dollfuß bekannte und bis zur Auflösung der gesamten Heimwehrbewegung im Jahr 1936 Bestand hatte. Über 80 Prozent der Mitglieder des Steirischen Heimatschutzes traten jedoch zur NSDAP über.

## Bekannte Mitglieder
- Karl Ahorner
- Franz Augsberger
- Reinhart Bachofen von Echt
- Egon Berger-Waldenegg
- Hans Bertha
- Karl Brunner
- Felix Busson
- Amon Göth
- Sepp Hainzl
- Richard Kaaserer
- Oswald Kabasta
- Konstantin Kammerhofer
- Julius Kampitsch
- Josef Lengauer
- Rudolf Lonauer
- Hans Malzacher
- August Edler von Meyszner
- Andreas von Morsey
- Josef Oberegger
- Walter Pfrimer
- Hans von Pranckh
- Hanns Albin Rauter
- Ferdinand von Sammern-Frankenegg
- Arthur Seyß-Inquart
- Barthold Stürgkh
- Hans Tanzmeister
- Guido Zernatto